# Mariensäule Wiener Neustadt

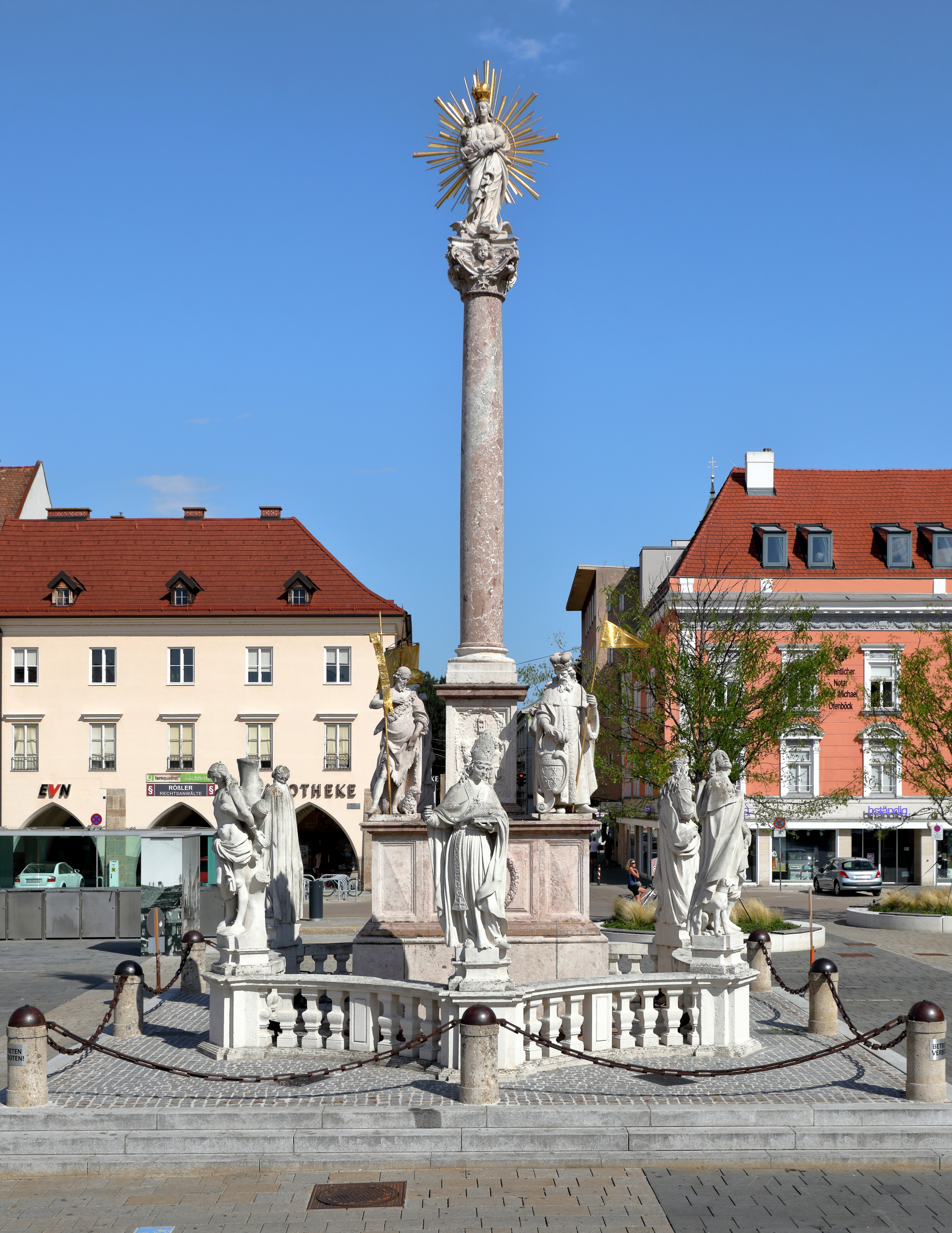
Mariensäule am Hauptplatz von Wiener Neustadt

Die Mariensäule steht annähernd mittig gegen Osten im Hauptplatz der Statutarstadt Wiener Neustadt in Niederösterreich. Die Mariensäule steht unter Denkmalschutz (Listeneintrag).

## Geschichte
1678 heirateten in Wiener Neustadt zwei Halbschwestern von Kaiser Leopold I. in der St.-Georgs-Kirche der Burg in Wiener Neustadt zwei deutsche Fürsten.
Die Hochzeiten der Herzoginnen Eleonora Marie Josefa mit Karl V. von Lothringen und Maria Anna Josefa mit Johann Wilhelm von der Pfalz nahm der Wiener Neustädter Bischof Leopold Karl von Kollonitsch zum Anlass 1678 eine Mariensäule zum Gedächtnis zu stiften. Bischof Kollonitsch weihte am 15. August 1679 zum Fest Mariä Aufnahme in den Himmel die Mariensäule. Gleichzeitig hielt er mehrere Andachten vor der Säule um Hilfe zur grassierenden Pest zu erbitten.
Jahrzehnte später ließ der übernächste Nachfolger Bischof Franz Anton Graf von Buchheim zum Gedächtnis an die Pest sechs Statuen mit Pestheiligen rund um die Mariensäule errichten, welche am 2. Sonntag nach Pfingsten 10. Juni 1714 geweiht wurden.
Am 3. Sonntag nach Pfingsten 20. Juni 1915 wurde bei der Mariensäule ein Wehrschild in Eisen präsentiert. Dies war eine Spendenaktion der sogenannten Kriegsnagelungen unter der Patronanz von Erzherzog Leopold Salvator von Österreich-Toskana und seiner Gattin. Jeder Spender durfte einen Nagel in das Wehrschild einschlagen. Familien, der Väter oder Söhne im Krieg gefallen sind, sollten mit dem Spendengeld eine Hilfe erhalten. Dem Spendenaufruf schlossen sich laut einem Verzeichnis, aufbewahrt im Stadtarchiv Wiener Neustadt, mehrere tausend Personen, Institutionen und Firmen an.
Der Bombenkrieg im Zweiten Weltkrieg und eine Sturmkatastrophe 1946 verursachten an der Mariensäule große Schäden. Die letzte Restaurierung erfolgte um 1995. 2005 wurden Risse an der Marienstatue behoben.

## Mariensäule
An den vier Ecken des Sockels stehen Statuen der Heiligen Johannes der Täufer, Florian von Lorch, Antonius von Padua und Leopold der Heilige; dazwischen erhebt sich eine Säule aus rotem Adneter Marmor mit der bekrönten Figur mit Strahlenkranz der Maria Immaculata, welche auf einem Drachen steht. Zwei medaillonartige Reliefs zeigen das Wappen von Bischof Kollonitsch mit Bezug zum Malteserorden, dessen Mitglied er war. Ein Relief stellt den hl. Josef von Nazaret mit dem Jesuskind dar. Inschriften an der Nord- und Südseite berichten über die Hochzeiten und den Stifter.
Die Figuren der Pestheiligen Sebastian, Franz Xaver, Karl Borromäus, Rosalia, Rochus und Benno stehen auf einer sechseckigen Balustrade, die die Säule umgibt.